# 广东水师
广东水师亦稱粤洋水师，清朝末期部署于南海区域的一支海軍舰队，受到两广总督节制，主要基地设在广州黄埔。广东水师的历史可以追溯到同治五年至七年（1866-1868年），時任两广总督瑞麟向英国及法国购入了6艘蒸汽火炮舰船，用于巡海、缉私及捕盗，1875年後納入清朝新式海軍。宣统元年（1908年），广东水师与北洋水师、南洋水师、福建水师一起整编为巡洋舰队和巡江舰队。
1909年，廣東水師提督李准率領三艘軍艦，分別為伏波號、琛航號、振威號，巡航南海，宣示中國對南海諸島的主權。

## 舰艇资料
广东水师共有舰艇37艘，总吨位1.1万吨。

### 第一批: 同治五年至同治七年（1866-1868年）
蒸汽火炮艦船：(1)安瀾、(2)鎮濤、(3)澄清、(4)綏靖、(5)飛龍、(6)鎮海。
- 第一批6艘蒸汽火炮艦船，共6艘 。

### 第二批: 光緒八年至十一年（1882-1884年）
- 德國製魚雷艇：(1)雷龍、(2)雷虎、(3)雷中、(4)雷乾、(5)雷坤、(6)雷離、(7)雷坎、(8)雷震、(9)雷艮、(10)雷巽、(11)雷兌。
- 黃埔造船廠建造炮艦：(12)廣元、(13)廣亨、(14)廣利、(15)廣貞、(16)廣金、(17)廣玉。
- 第二批11艘魚雷艇，6艘炮艦，共17艘。

### 第三批: 光緒十三年至光緒十七年（1887-1891年）
- 馬尾造船廠建造的巡洋艦：(1)廣甲、(2)廣乙、(3)廣丙、炮艦：(4)廣庚。
- 第三批3艘巡洋艦，1艘炮艦，共4艘。

（廣甲、廣乙、廣丙是巡洋艦，是廣東水師最大的軍艦，自從這三艘軍艦在甲午戰爭中被擊沉之後，廣東水師就再也沒有添置過同等或者比這三艦還大的軍艦），

### 第四批: 光緒三十三年至光緒三十四年（1907年-1908年）
- 日本川崎造船所建造的炮舰：(1)楚泰、(2)楚同、(3)楚豫、(4)楚有、(5)楚觀、(6)楚謙。魚雷艇：(7)湖鵬、(8)湖鶚、(9)湖鷹、(10)湖隼。
- 第四批6艘炮艦，4艘魚雷艇，共10艘。

## 資料
第三批之“广甲” “广乙” “广丙” 1894年调往北洋，中日甲午战争中归北洋水师指挥，广甲在黄海海战撤退途中触礁、广乙于丰岛海战被击沉、广丙在威海卫之战中被俘，被编入日本舰队，1895年12月21日在澎湖遇风暴沉没。
- 廣甲

屬无防护巡洋舰，重1296噸，馬力1600匹，航速14.2節，裝有2門150mm火炮。管帶為吳敬榮。船員145人，於光緒十三年1887年下水。
- 廣乙

屬防護巡洋艦，重1110噸，馬力2400匹，航速17節，3门120mm火炮。管帶為林國祥。 
- 廣丙

屬防護巡洋艦，重1030噸，馬力2400匹，航速17節。2门120mm、1门150mm火炮。管帶為程璧光 。